# فهرست دلفین‌ها
دلفین‌ها به دو گروه عمده دلفین‌های اقیانوسی و دلفین‌های رودخانه‌ای تقسیم می‌شوند.
فهرست زیر در بر گیرنده نام گونه‌های مختلف دلفین به همراه رده‌بندی آن‌ها شامل نام تیره و سرده‌شان است.
- زیرراسته آب‌بازسانان دندان‌دار
  - تیره دلفینیان
    - سرده خربزه‌سرها
      - نهنگ کله‌خربزه‌ای، Peponocephala electra

    - سرده گرگ‌های دریا
      - نهنگ قاتل، Orcinus orca

    - سرده کشنده‌های کوچک
      - نهنگ قاتل کوتوله، Feresa attenuata

    - سرده دندان‌کلفت‌ها
      - نهنگ دندان‌کلفت، Pseudorca crassidens

    - سرده گوی‌سرها
      - نهنگ خلبان باله‌بلند، Globicephala melas
      - نهنگ خلبان باله‌کوتاه، Globicephala macrorhynchus

    - سرده کچه‌ماهی‌ها
      - دلفین معمولی درازنوک، Delphinus capensis
      - دلفین معمولی کوتاه‌نوک، Delphinus delphis

    - سرده گوی‌سرها
      - دلفین صاف شمالی، Lissodelphis borealis
      - دلفین صاف جنوبی، Lissodelphis peronii

    - سرده بطری‌بینی‌ها
      - دلفین بطری‌بینی رودی، Sotalia fluviatilis
      - دلفین گویان، Sotalia guianensis

    - سرده گوژدلفین‌ها
      - دلفین گوژپشت اقیانوس آرام، Sousa chinensis
      - دلفین گوژپشت هندی، Sousa plumbea
      - دلفین گوژپشت اطلس، Sousa teuszii

    - سرده لاغردلفین‌ها
      - دلفین خال‌دار اطلس، Stenella frontalis
      - دلفین چرخان پوزه‌کوتاه، Stenella clymene
      - دلفین خال‌دار گرمسیری، Stenella attenuata
      - دلفین چرخان، Stenella longirostris
      - دلفین نواری، Stenella coeruleoalba

    - سرده پوزه‌باریک‌ها
      - دلفین سخت‌دندان، Steno bredanensis

    - سرده پوزه‌بطری‌ها
      - دلفین پوزه‌بطری معمولی، Tursiops truncatus
      - دلفین پوزه‌بطری گرمسیری، Tursiops aduncus
      - دلفین بورونان، Tursiops australis

    - سرده سیاه‌سفیدها
      - دلفین شیلی، Cephalorhynchus eutropia
      - دلفین راسو، Cephalorhynchus commersonii
      - دلفین جنوب آفریقا، Cephalorhynchus heavisidii
      - دلفین هکتور، Cephalorhynchus hectori

    - سرده گردسرها
      - دلفین یونس، Grampus griseus

    - سرده پهلوسفیدکچه‌ماهی‌ها
      - دلفین فریزر، Lagenodelphis hosei

    - سرده پهلوسفیدها
      - دلفین پهلوسفید اطلس، Lagenorhynchus acutus
      - دلفین سربی، Lagenorhynchus obscurus
      - دلفین ساعت شنی، Lagenorhynchus cruciger
      - دلفین پهلوسفید آرام، Lagenorhynchus obliquidens
      - دلفین چانه‌سیاه، Lagenorhynchus australis
      - دلفین نوک‌سفید، Lagenorhynchus albirostris

    - سرده پخ‌باله‌ها
      - دلفین نهنگی پوزه‌کوتاه، Orcaella brevirostris
      - دلفین پخ‌باله استرالیایی، Orcaella heinsohni

  - تیره روددلفینان
    - سرده کوردلفین‌ها
      - دلفین رودخانه‌ای گنگ و سند، Platanista gangetica، با دو زیرگونه
        - دلفین رودخانه گنگ (سوسو)، P. g. gangetica
        - دلفین رودخانه سند (پولان)، P. g. minor

  - تیره اورینوکوئیان
    - سرده دلفین‌های اورینوکو
      - دلفین‌های رودخانه‌ای آمازون (بوتو)، Inia geoffrensis، با سه زیرگونه
        - Inia geoffrensis geoffrensis
        - Inia geoffrensis boliviensis
        - Inia geoffrensis humbotiana

  - تیره دلفینان دریاکنار
    - سرده دریاکنارها
      - دلفین لاپلاتا، Pontoporia blainvillei

  - تیره به‌جاماندگان†
    - سرده به‌جامانده‌ها†
      - دلفین رودخانه‌ای چین (یا بایجی)، Lipotes vexillifer†

(† بایجی از سال ۲۰۰۶ به این سو در انقراض عملی به سر می‌برد)

## منبع
- Perrin, W. F; Würsig, Bernd G; Thewissen, J. G. M (2002). Encyclopedia of marine mammals (به انگلیسی). Academic Press.